# 青塔街道
青塔街道，是中华人民共和国北京市丰台区下辖的一个乡镇级行政单位，行政区划代码110106025。

## 历史沿革
2020年12月，根据北京市民政局《关于同意丰台区部分行政区划变更的批复》（京民划函〔2020〕189号），新设立青塔街道办事处，辖区范围东至西四环中路、水衙沟路、岳各庄村东侧界线，南至京港澳高速、岳各庄村南边界、万绿园小区南侧，西至青塔西路、小屯村北边界、小屯路，北至丰台区与海淀区界线。青塔街道办事处驻蔚园24号楼。辖区范围由原卢沟桥街道和原卢沟桥地区划入。

## 行政区划
截至2021年，青塔街道下辖以下地区：
岳各庄社区、青塔东里社区、青塔西里社区、蔚园社区、秀园社区、芳园社区、春园社区、长安新城第一社区、民岳家园社区、长安新城第二社区、汇锦苑社区、珠江紫台社区、郑常庄村、岳各庄村。